# Лак-Ла-Біш
Графство Лак-Ла-Біш (англ. Lac la Biche County) — муніципальний район в Канаді, у провінції Альберта.

## Населення
За даними перепису 2016 року, муніципальний район нараховував 8330 жителів, показавши скорочення на 0,9%, порівняно з 2011-м роком. Середня густина населення становила 0,7 осіб/км².
З офіційних мов обидвома одночасно володіли 910 жителів, тільки англійською — 7 335, а 35 — жодною з них. Усього 1,235 осіб вважали рідною мовою не одну з офіційних, з них 160 — одну з корінних мов, а 95 — українську.
Працездатне населення становило 66,7% усього населення, рівень безробіття — 10% (10,4% серед чоловіків та 9,6% серед жінок). 80,7% були найманими працівниками, 18,2% — самозайнятими.
Середній дохід на особу становив $56 381 (медіана $39 916), при цьому для чоловіків — $71 253, а для жінок $40 859 (медіани — $53 120 та $30 848 відповідно).
28,1% мешканців мали закінчену шкільну освіту, не мали закінченої шкільної освіти — 26,1%, 45,6% мали післяшкільну освіту, з яких 24% мали диплом бакалавра, або вищий.
| Статево-вікова структура населення | Статево-вікова структура населення | Статево-вікова структура населення | Статево-вікова структура населення | Статево-вікова структура населення |
| ---------------------------------- | ---------------------------------- | ---------------------------------- | ---------------------------------- | ---------------------------------- |
|                                    |                                    |                                    |                                    |                                    |
| Всього                             | Всього                             | 50,8%49,2%                         |                                    |                                    |
| 0 — 14 років                       | 0 — 14 років                       |                                    | 20,3%                              | 20,3%                              |
| 15 — 64 років                      | 15 — 64 років                      |                                    | 66,4%                              | 66,4%                              |
| 65 і більше                        | 65 і більше                        |                                    | 13,2%                              | 13,2%                              |
| 85 і більше                        | 85 і більше                        |                                    | 1,1%                               | 1,1%                               |
| Середній вік (років)               | Середній вік (років)               | 38,037,9                           | 38,0                               | 38,0                               |
| Медіана (років)                    | Медіана (років)                    | 37,838,2                           | 37,9                               | 37,9                               |
| — чоловіки — жінки                 |                                    |                                    |                                    |                                    |

| Походження мешканців:     | Походження мешканців:     | Походження мешканців: | Походження мешканців: | Походження мешканців: |
| ------------------------- | ------------------------- | --------------------- | --------------------- | --------------------- |
| Походження                |                           |                       | осіб                  | %                     |
| Корінні американці        | Корінні американці        |                       | 1 945                 | 23.53%                |
| Інше північноамериканське | Інше північноамериканське |                       | 2 095                 | 25.35%                |
| Європейське               | Європейське               |                       | 5 905                 | 71.45%                |
| британське                | британське                |                       | 2 620                 | 31.7%                 |
| французьке                | французьке                |                       | 2 130                 | 25.77%                |
| українське                | українське                |                       | 1 485                 | 17.97%                |
| Карибське                 | Карибське                 |                       | 25                    | 0.3%                  |
| Латинськоамериканське     | Латинськоамериканське     |                       | 10                    | 0.12%                 |
| Африканське               | Африканське               |                       | 80                    | 0.97%                 |
| Азійське                  | Азійське                  |                       | 720                   | 8.71%                 |
| Океанійське               | Океанійське               |                       | 10                    | 0.12%                 |

| Зайнятість населення за галузями (за класифікацією NOC): | Зайнятість населення за галузями (за класифікацією NOC): | Зайнятість населення за галузями (за класифікацією NOC): | Зайнятість населення за галузями (за класифікацією NOC): | Зайнятість населення за галузями (за класифікацією NOC): |
| -------------------------------------------------------- | -------------------------------------------------------- | -------------------------------------------------------- | -------------------------------------------------------- | -------------------------------------------------------- |
|                                                          |                                                          |                                                          |                                                          |                                                          |
| Управління                                               | Управління                                               |                                                          | 10,4%                                                    | 10,4%                                                    |
| Бізнес, фінанси та адміністрування                       | Бізнес, фінанси та адміністрування                       |                                                          | 12,9%                                                    | 12,9%                                                    |
| Природничі та прикладні науки                            | Природничі та прикладні науки                            |                                                          | 3,5%                                                     | 3,5%                                                     |
| Охорона здоров'я                                         | Охорона здоров'я                                         |                                                          | 4,6%                                                     | 4,6%                                                     |
| Освіта, правозахист, муніципальні та урядові служби      | Освіта, правозахист, муніципальні та урядові служби      |                                                          | 9,7%                                                     | 9,7%                                                     |
| Мистецтво, культура, відпочинок та спорт                 | Мистецтво, культура, відпочинок та спорт                 |                                                          | 1,5%                                                     | 1,5%                                                     |
| Роздрібна торгівля та послуги                            | Роздрібна торгівля та послуги                            |                                                          | 19,5%                                                    | 19,5%                                                    |
| Гуртова торгівля, транспорт та обладнання                | Гуртова торгівля, транспорт та обладнання                |                                                          | 26,2%                                                    | 26,2%                                                    |
| Природні ресурси, сільське господарство                  | Природні ресурси, сільське господарство                  |                                                          | 7,2%                                                     | 7,2%                                                     |
| Виробництво                                              | Виробництво                                              |                                                          | 4,4%                                                     | 4,4%                                                     |

## Населені пункти
До складу муніципального району входять індіанські резервації Бівер-Лейк 131, Гарт-Лейк 167, а також хутори, інші малі населені пункти та розосереджені поселення.

## Клімат
Середня річна температура становить 1,5°C, середня максимальна – 20,5°C, а середня мінімальна – -22,8°C. Середня річна кількість опадів – 493 мм.
| Клімат поселення                              | Клімат поселення | Клімат поселення | Клімат поселення | Клімат поселення | Клімат поселення | Клімат поселення | Клімат поселення | Клімат поселення | Клімат поселення | Клімат поселення | Клімат поселення | Клімат поселення | Клімат поселення |
| Показник                                      | Січ.             | Лют.             | Бер.             | Квіт.            | Трав.            | Черв.            | Лип.             | Серп.            | Вер.             | Жовт.            | Лист.            | Груд.            |                  |
| Середній максимум, °C                         | −10,04           | −5,46            | 0,02             | 9,48             | 16,08            | 20,54            | 20,39            | 19,42            | 13,91            | 8,08             | −2,22            | −9,87            |                  |
| Середня температура, °C                       | −16,43           | −11,81           | −6,37            | 3,11             | 9,70             | 14,16            | 16,42            | 15,42            | 9,92             | 4,08             | −6,22            | −13,86           |                  |
| Середній мінімум, °C                          | −22,8            | −18,21           | −12,74           | −3,26            | 3,33             | 7,77             | 12,42            | 11,44            | 5,94             | 0,10             | −10,21           | −17,84           |                  |
| Норма опадів, мм                              | 23               | 14               | 22               | 30               | 47               | 83               | 94               | 61               | 51               | 24               | 22               | 22               |                  |
| Середньомісячна швидкість вітру, м/с          | 3.12             | 3.20             | 3.40             | 3.70             | 3.70             | 3.30             | 3.10             | 3.09             | 3.20             | 3.50             | 3.40             | 3.31             |                  |
| Середньомісячна сонячна радіація, кДж/м²·день | 3086             | 6618             | 12020            | 17237            | 20956            | 22264            | 21980            | 18040            | 12042            | 6917             | 3398             | 2201             |                  |
| --------------------------------------------- | ---------------- | ---------------- | ---------------- | ---------------- | ---------------- | ---------------- | ---------------- | ---------------- | ---------------- | ---------------- | ---------------- | ---------------- | ---------------- |
| Джерело:                                      |                  |                  |                  |                  |                  |                  |                  |                  |                  |                  |                  |                  |                  |